# Náhije
Az Oszmán Birodalom kisebb közigazgatási területe, a szandzsák része, adózási és gazdasági (a magyar járásoknak megfelelő) egysége. A hódoltságban számuk a katonai helyzettel együtt gyakran változott.